# Spilasma duodecimguttata
Spilasma duodecimguttata är en spindelart som först beskrevs av Eugen von Keyserling 1879.  Spilasma duodecimguttata ingår i släktet Spilasma och familjen hjulspindlar. Inga underarter finns listade i Catalogue of Life.